# Institut de droit international
Institut de droit international populärt kallat Folkrättsinstitutet (franska: "Institutet för internationell rätt") är en organisation som verkar för studier och utveckling av internationell rätt. Det grundades i Gent 1873 och belönades 1904 med Nobels fredspris.

## Historik
Institutet grundades av Gustave Moynier och Gustave Rolin-Jaequemyns, tillsammans med nio andra kända internationella jurister, den 8 september 1873 i Salle de l'Arsenal i Gents stadshus i Belgien. Grundarna av 1873 var:
·	Pasquale Stanislao Mancini (från Rom), president;
·	Emile de Laveleye (från Liege);
·	Tobias Michael Carel Asser (från Amsterdam);
·	James Lorimer (från Edinburgh);
·	Vladimir Bezobrasov (från Sankt Petersburg);
·	Gustave Moynier (från Genève);
·	Johann Caspar Bluntschli (från Heidelberg);
·	Augusto Pierantoni (från Neapel);
·	Carlos Calvo (från Buenos Aires);
·	Gustave Rolin-Jaequemyns (från Gent);
·	David Dudley Field (från New York)

## Organisation

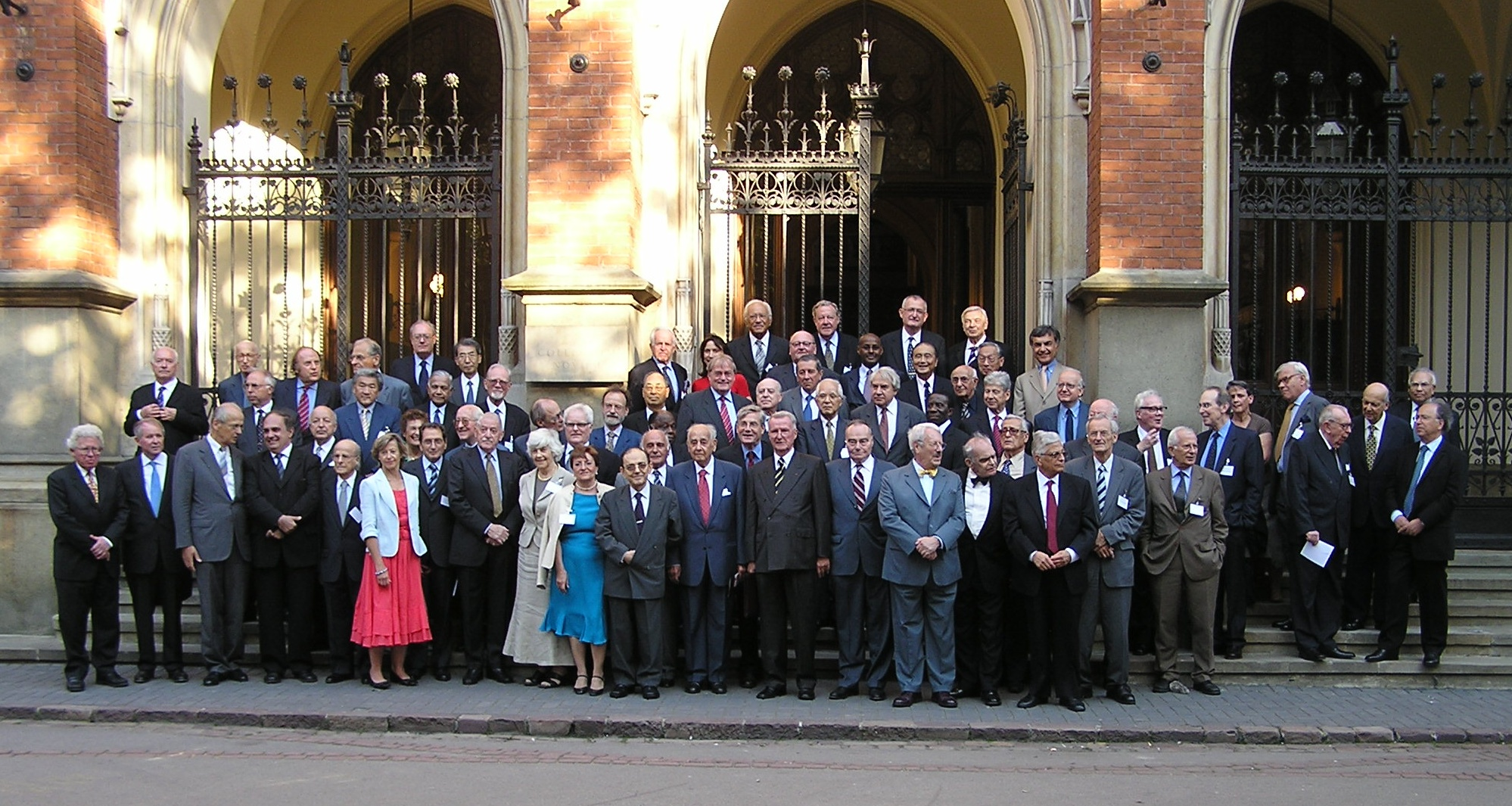
Institutets medlemmar vid session i Kraków 2005.

Institutet är ett privat organ, som består av samarbetspartners, medlemmar och hedersmedlemmar. Enligt stadgan får antalet medlemmar och associerade under 80 år inte vara över 132 stycken. Medlemmarna, inbjudna av organisationen, är personer som har utfört ett framstående vetenskapligt arbete inom det internationella rättsområdet och är begränsade till dem som anses vara relativt fria från politiska påtryckningar. Organisationen försöker få medlemmar i en bred fördelning över hela världen.
Organisationen håller vart annat år kongresser för studier av internationell rätt som den för närvarande finns, och antar resolutioner som föreslår ändringar av internationell rätt. Den kommenterar inte specifika tvister.
Även om dess rekommendationer omfattar internationell rätt i dess många former, gäller vissa av dess resolutioner särskilt människorättslagstiftningen och fredlig lösning av tvister. Det var av den anledningen som organisationen fick Nobels fredspris.
Organisationen är fortfarande aktiv, med en kongress som hölls i Haag i september 2019. Platsen för institutets huvudkontor roterar beroende på generalsekreterarens ursprung. Det nuvarande huvudkontoret är vid Graduate Institute of International and Development Studies i Genève, Schweiz.
Bland nuvarande medlemmar av institutet finns framstående advokater, juridiska akademiker, domare vid Internationella domstolen, Internationella havsrättsdomstolen och Internationella brottmålsdomstolen.
De senaste resolutionerna från organisationen täcker många viktiga områden som universell jurisdiktion, provisoriska åtgärder, system för förföljelse, immunitet, miljö, användning av våld etc.
Institutet offentliggör sin årsbok, som innehåller rapporterna från kommissionerna, plenarsammanträdena och eventuella förklaringar och resolutioner som blir följden. Protokollen från de administrativa sessionerna, inklusive val, finns också med i årsboken.
På institutets webbplats finns ett onlinebibliotek med information, inklusive, men inte begränsat till, förklaringar, resolutioner och vissa pågående arbeten för framtida införande i årsboken.